# باشگاه ورزشی القرداحه
باشگاه ورزشی القرداحه (عربی: نادي القرداحة الرياضي‎) یک باشگاه فوتبال سوری مستقر در قرداحه است. این باشگاه در سال ۱۹۸۱ تأسیس شد. بهترین دستاورد آن‌ها رسیدن به رتبهٔ سوم در فصل ۲۰۰۳–۲۰۰۲ لیگ برتر فوتبال سوریه است.